# Martina Kohlová
Martina Kohlová (Bratislava, 16 de novembre de 1984) és una esportista eslovaca que va competir en piragüisme en la modalitat d'aigües tranquil·les, guanyadora de tres medalles al Campionat Mundial de Piragüisme entre els anys 2007 i 2010, i sis medalles al Campionat Europeu de Piragüisme entre els anys 2005 i 2010.

## Palmarès internacional
| Campionat Mundial | Campionat Mundial       | Campionat Mundial | Campionat Mundial |
| Any               | Lloc                    | Medalla           | Competició        |
| ----------------- | ----------------------- | ----------------- | ----------------- |
| 2007              | Duisburg ( Alemanya)    | 2                 | K2 200 m          |
| 2009              | Dartmouth ( Canadà)     | 3                 | K2 200 m          |
| 2010              | Poznań ( Polònia)       | 3                 | K2 200 m          |
| Campionat Europeu |                         |                   |                   |
| Any               | Lloc                    | Medalla           | Competició        |
| 2005              | Poznań ( Polònia)       | 2                 | K2 200 m          |
| 2007              | Pontevedra ( Espanya)   | 2                 | K2 200 m          |
| 2008              | Milà ( Itàlia)          | 1                 | K2 200 m          |
| 2009              | Brandenburg ( Alemanya) | 2                 | K2 500 m          |
| 2009              | Brandenburg ( Alemanya) | 3                 | K2 200 m          |
| 2010              | Corvera ( Espanya)      | 2                 | K2 200 m          |